# Vivien Jackl
Vivien Jackl (Budapest, 17 ottobre 2008) è una nuotatrice ungherese.

## Biografia
Conquista i suoi primi titoli internazionali a livello assoluto durante gli europei di Belgrado del 2024, quando a soli quindici anni sale sul gradino più alto del podio nei 1500 metri stile libero e arriva seconda nei 400 metri misti, alle spalle dell'israeliana Anastasia Gorbenko.

## Palmarès
- Europei

Belgrado 2024: oro nei 1500m sl, argento nei 400m misti.
- Europei giovanili

Otopeni 2022: bronzo nei 400m misti.
Belgrado 2023: oro nei 400m misti.
Vilnius 2024: oro nei 400m misti e nella 4x200m sl, argento negli 800m sl, bronzo nei 1500m sl.
Šamorín 2025: bronzo nei 1500m sl e nei 400m misti.
- EYOF

Maribor 2023: oro nei 400m sl e nei 400m misti, argento negli 800m sl e nei 200m dorso.